# Chris Evert
Christine Marie „Chris” Evert (Fort Lauderdale, Florida, 1954. december 21. –) egykori világelső, tizennyolcszoros Grand Slam-tornagyőztes és nyolcszoros Fed-kupa-győztes visszavonult amerikai profi teniszezőnő.
Egyike a legsikeresebbeknek a tenisz történetében, valamint valószínűleg a legjobb salakpályás játékos. Egyesben összesen 18 Grand Slam-tornát nyert, ezzel osztja a második helyet Martina Navratilovával, az open erában (csak Steffi Graf előzi meg őket) és a harmadik helyet a tenisz teljes történetében. Rekordnak számító hétszer győzött a Roland Garroson. Összesen 34 Grand Slam versenyen jutott döntőbe, ez szintén rekordnak számít a teljes tenisztörténetben. Egyike annak a kevés teniszezőnek az open erában, akinek sikerült megnyernie mind a négy Grand Slam tornát egyesben. Párosban is háromszoros Grand Slam-győztes: kétszer nyerte meg, 1974-ben és 1975-ben a Roland Garrost és 1976-ban Wimbledont.
Pályafutása során egyéniben 157, párosban 32 tornagyőzelmet aratott.
1974-től 1979-ig 125 meccset nyert salakpályán sorozatban, ez a leghosszabb vereség nélküli sorozat bármely borításon a tenisz teljes mezőnyében. Nyert-veszített mérkőzéseinek mérlege 1309–146: meccseinek 90%-át megnyerte pályafutása során, ez a legjobb a profi tenisz történelmében. A népszerű teniszíró, Steve Flink a Legnagyobb tenisztalálkozók a huszadik században című könyvében Evertet nevezte meg a huszadik század harmadik legjobb teniszezőnőjének Steffi Graf és Martina Navratilova után. Párosban Evert három Grand Slam-tornát nyert. Egyesben Navratilova ellen összesen 80 meccset játszott (az arány 43–37 Navratilova javára) kialakítva így a legnagyobb rivalizálást a tenisz történetében és az egyik legnagyobbat a teljes sport történetében.
1995-ben a teniszhírességek csarnokának (International Tennis Hall of Fame) tagjai közé választották. 2018-ban az Amerikai Tenisz Szövetség (USTA) Alapítványa igazgatótanácsának elnökévé választották.

## Grand Slam győzelmei
| Év   | Torna           | Ellenfél a döntőben | Eredmény a döntőben |
| 1974 | Roland Garros   | Olga Morozova       | 6–1, 6–2            |
| 1974 | Wimbledon       | Olga Morozova       | 6–0, 6–4            |
| 1975 | Roland Garros   | Martina Navratilova | 2–6, 6–2, 6-1       |
| 1975 | US Open         | Evonne Goolagong    | 5–7, 6–4, 6–2       |
| 1976 | Wimbledon       | Evonne Goolagong    | 6–3, 4–6, 8–6       |
| 1976 | US Open         | Evonne Goolagong    | 6–3, 6–0            |
| 1977 | US open         | Wendy Turnbull      | 7–6, 6–2            |
| 1978 | US Open         | Pam Shriver         | 7–5, 6–4            |
| 1979 | Roland Garros   | Wendy Turnbull      | 6–2, 6–0            |
| 1980 | Roland Garros   | Virginia Ruzici     | 6–0, 6–3            |
| 1980 | US Open         | Hana Mandlíková     | 5–7, 6–1, 6–1       |
| 1981 | Wimbledon       | Hana Mandlíková     | 6–2, 6–2            |
| 1982 | US Open         | Hana Mandlíková     | 6–3, 6–1            |
| 1982 | Australian Open | Martina Navratilova | 6–3, 2–6, 6–3       |
| 1983 | Roland Garros   | Mima Jaušovec       | 6–1, 6–2            |
| 1984 | Australian Open | Helena Suková       | 6–7(4), 6–1, 6–3    |
| 1985 | Roland Garros   | Martina Navratilova | 6–3, 6–7(4), 7–5    |
| 1986 | Roland Garros   | Martina Navratilova | 2–6, 6–3, 6–3       |